# Montego Bay
Montego Bay is na Kingston de grootste stad in Jamaica. De stad heeft zo'n 120.000 inwoners. Het is de hoofdstad van de parish Saint James. De stad wordt vaak aangeduid als MoBay. Bij de stad ligt de grootste luchthaven van het land, Sangster International Airport. Deze luchthaven is vooral belangrijk voor de toeristen die Jamaica bezoeken.
Christoffel Columbus ging hier in 1494 voor anker. De naam "Montego Bay" zou kunnen verwijzen naar de vroegere rol in de productie van varkensspek in de regio. In deze verklaring wordt "Montego" herleid tot het Spaanse woord "manteca", dat "vet" betekent.
Montego Bay heeft zich ontwikkeld tot een van de grotere toeristencentra. Niet alleen in de stad zelf, maar met name langs de kilometerslange kust met zandstranden ten oosten van MoBay is een uitgebreide toeristeninfrastructuur tot stand gekomen. Bij een mooi gelegen strand aan de rand van het oude centrum ontstond in 1906 de badclub van dr. Alexander McCatty, dit is het bekende Doctors-Cave-Beach.

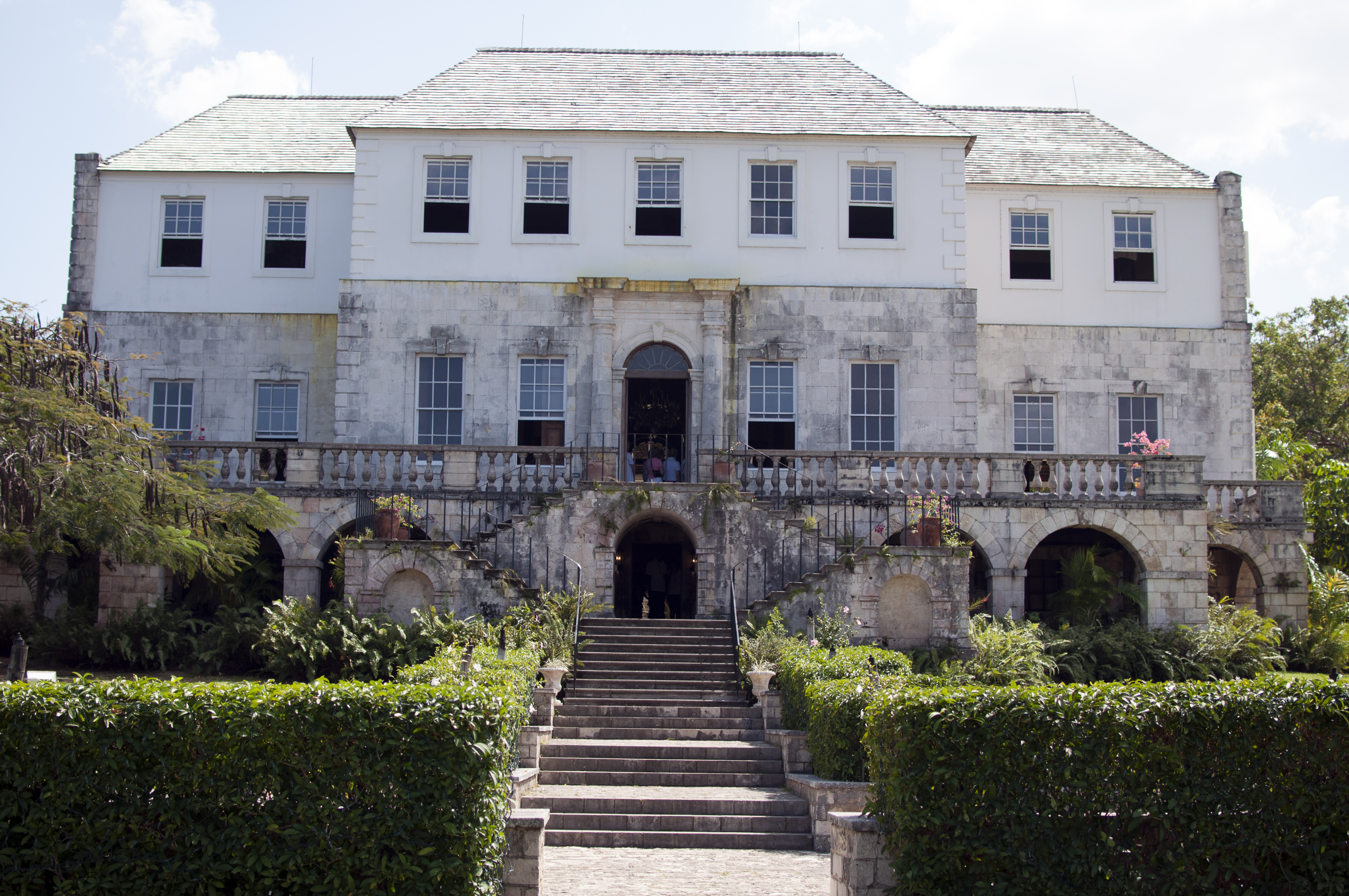
Rose Hall Great House

De stad bezit een aantal historische bezienswaardigheden, waaronder een kerk uit 1775 in georgiaanse stijl, de St.James Parish Church, het gerechtsgebouw en de restanten van Fort Montego Verder kent de stad, zoals de meeste plaatsen op het eiland, niet veel historische bezienswaardigheden. In de nabije omgeving bevinden zich een aantal Great Houses, oude landhuizen op plantages. De bekendste zijn Greenwood en Rose Hall, beide ten oosten van Montego Bay .
Vanaf 1978 werd in Montego Bay jarenlang in de zomermaanden het 7 dagen durende Reggae Sunsplash festival gehouden. Door het succes van Reggae Sunsplash, ooit het grootste reggaefestival ter wereld, ontstonden er op Jamaica en op andere plekken soortgelijke festivals. Reggae Sunsplash wordt niet meer gehouden. Sinds 1993 kent de stad in de maand juli het jaarlijkse Reggae Sumfest festival.
Montego Bay was vanaf 1894 door een spoorlijn verbonden met Kingston. Het passagiersverkeer op deze lijn is gestaakt in oktober 1992 omdat de spoorlijn onrendabel was en in slechte staat verkeerde.
De koraalriffen in langs de kust bij MoBay hebben in 1991 een beschermde status gekregen. De kust, de mangrovebossen en de onderwaterwereld vormen deel van het  15,3 km2 grote Montego Bay Marine Park. Het onderwaterpark bestaat uit drie beschermde gebieden (Marine Protected Areas):
- het Montego Bay Marine Park, een gebied van 20 km langs de kust van Unity Hall tot het vliegveld met koraalriffen, zeegrasbedden en mangrovebossen,
- de Bogue Island Lagoon Special Fishery Conservation Area (Bogue Lagoon), kraamkamer voor veel vis- en schelpdieren en
- de Montego Bay Marine Park Special Fishery Conservation Area (Airport Point) waar een project voor herstel van het koraalrif is voorzien.[6]

## Stedenband

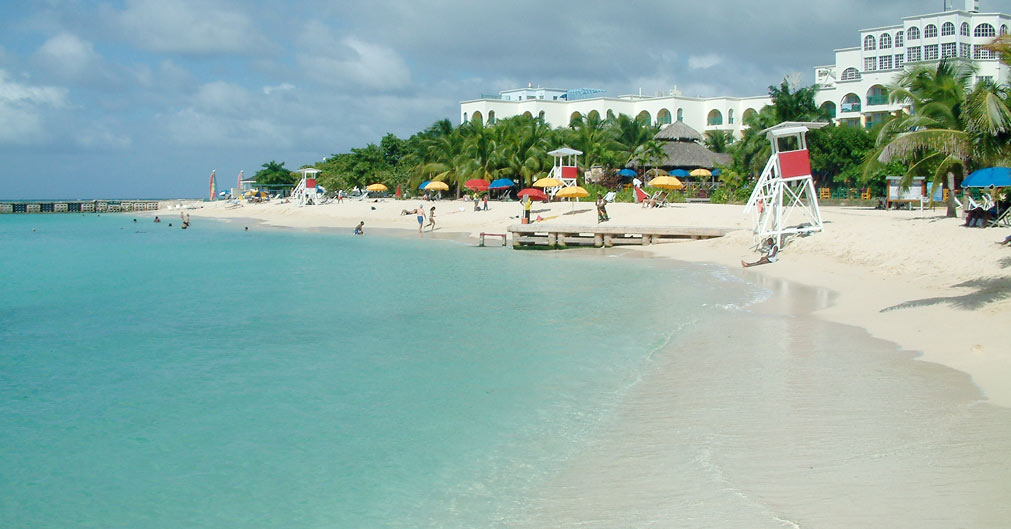
Het strand van Doctors-Cave-Beach

- Atlanta (Verenigde Staten), sinds 1972

## Geboren
- Ruby Turner (1958), zangeres en actrice
- Donovan Ricketts (1977), voetballer (doelman)
- Musashi Suzuki (1994), Japans voetballer